# Благальниці (Евріпід)
«Благальниці» — трагедія давньогрецького драматурга Евріпіда, написана між 424 та 420 рр. до н. е.; тісно пов'язана з політичною ситуацією тих років, коли Афіни були зацікавлені в укріпленні союзу з Аргосом.

## Дійові особи
- Адраст
- Тесей
- Ефра
- Евадна
- Іфій

## Сюжет
У цій п'єсі Евріпід використовує той самий епізод фіванського міфологічного циклу, що і Есхіл у незбереженній трагедії «Елевсінці».
За часом дії Благальниці продовжують написану пізніше трагедію «Фінікіянкі». Після розгрому фіванцями Семи вождів, які напали на їх місто, Адраст приїжджає в Аттику та просить Тесея домогтися від переможців видачі тіл загинувших для їх поховання. Тесей спочатку відмовляє йому, але потім поступається проханням своєї матері Ефри і відправляється в похід на Фіви. Він отримує перемогу в битві, ховає мертвих, а тіла їх вождів привозить в Елевсін, щоб тут покласти їх на похоронне багаття. У фіналі з'являється Афіна Паллада і домагається від аргівян клятви, що вони ніколи не будуть воювати з Афінами.